# Norbert Ortner (Mediziner)

Norbert Ortner als Ordinarius an der Universität Innsbruck

Norbert Ortner, 1916 bis 1919 Ritter Ortner von Rodenstätt (* 10. August 1865 in Linz; † 1. März 1935 in Salzburg) war ein österreichischer Internist, Klinikdirektor und Hofrat, nach dem zwei Krankheitsbilder benannt sind.
Ortner war Schüler und Nachfolger von Edmund von Neusser (1852–1912) an der Krankenanstalt Rudolfstiftung in Wien. Später war er Ordinarius an den Universitäten Innsbruck und Wien.
1916 war er an der Konservierung des Leichnams von Kaiser Franz Joseph I. beteiligt und scheint auch im ärztlichen Protokoll darüber auf, das heute zu den Exponaten des Pathologisch-anatomischen Museums Wien gehört. Darin heißt es:

„Protokoll aufgenommen am 23. November 1916 über die Conservierung der Leiche seiner Majestät des Kaisers Franz Josef I. vom Gefertigten in Gegenwart der zwei mitunterschrieben behandelnden Ärzte. Die beiden großen Halsschlagadern werden freigelegt, in dieselben werden Kanülen eingebunden und sodann mit Formalin in concentriertem Zustand in den Kopf einerseits, in den Rumpf anderseits eingespritzt in der Menge von 5 Liter. Schließlich werden die gesetzten Halswunden vernäht.“

Unterschrieben ist das Protokoll vom Gerichtsmediziner und Pathologen Alexander Kolisko, vom Leibarzt des Kaisers Joseph Ritter von Kerzl und dem damaligen Vorstand der II. Medizinischen Universitätsklinik Norbert Ortner.

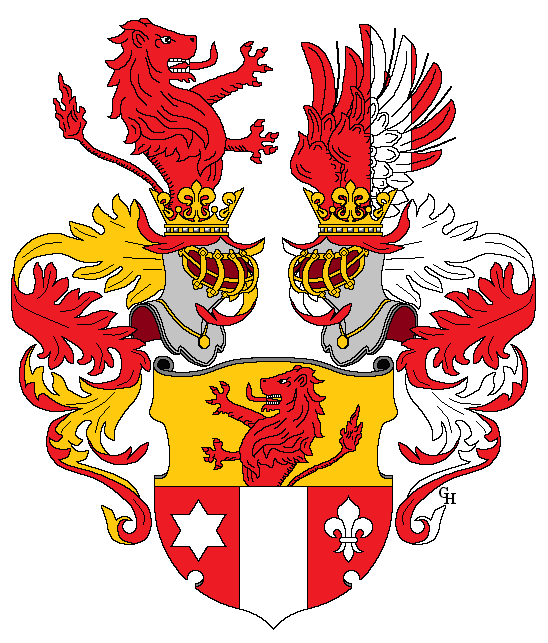
Ritterstandswappen Ortner von Rodenstätt, 1916

Mit einem Handschreiben Kaiser Karls I. vom 8. Dezember 1916 wurde Norbert Ortner mit dem Prädikat „von Rodenstätt“ in den erblichen österreichischen Ritterstand erhoben. Nach dem Ende der Monarchie in Österreich-Ungarn wurde vom Parlament von Deutschösterreich am 3. April 1919 die Aufhebung des Adels beschlossen. Infolge dieses Adelsaufhebungsgesetzes verlor auch Ortner das Recht zum Gebrauch seines Titels.
Das „Ortner-Syndrom I“ beschreibt eine linksseitige Stimmbandlähmung durch eine Kompression des Nervus laryngeus recurrens aufgrund kardiovaskulärer Veränderungen wie einer Vergrößerung des linken Herzvorhofs.
Das „Ortner-Syndrom II“ ist ein Synonym für den gebräuchlicheren Begriff der Angina abdominalis.
Nach seiner Emeritierung als Direktor der II. Medizinischen Klinik in Wien beteiligte er sich als Mitarbeiter am Lexikon der gesamten Therapie.
Ortner heiratete am 6. Jänner 1898 in der Wiener Votivkirche Friederica Henriette Wasserburger, Arzttochter aus Braunau.